# Phthiracarus pertenuis
Phthiracarus pertenuis är en kvalsterart som beskrevs av Wojciech Niedbała 2006. Phthiracarus pertenuis ingår i släktet Phthiracarus och familjen Phthiracaridae. Inga underarter finns listade i Catalogue of Life.